# Теплоноситель ядерного реактора
Теплоноситель в ядерном реакторе — жидкое или газообразное вещество, пропускаемое через активную зону реактора и выносящее из неё тепло, выделяющееся в результате реакции деления ядер.

## Общие сведения
В двухконтурных энергетических реакторах (например, ВВЭР) теплоноситель первого контура из реактора поступает в парогенератор и нагревает воду второго контура, в котором вырабатывается пар, приводящий в действие турбины, а в одноконтурных реакторах (например, РБМК) сам теплоноситель (пароводяной или газовый) может служить рабочим телом турбинного цикла. В исследовательских (например, материаловедческих) и специальных реакторах (например, в реакторах для накопления радиоактивных изотопов) теплоноситель только охлаждает реактор, полученное тепло не используется. 
К теплоносителям предъявляют следующие требования: 
- Слабое поглощение нейтронов (в тепловых реакторах) либо слабое замедление их (в быстрых реакторах);
- Химическая стойкость в условиях интенсивного радиационного облучения;
- Низкая коррозионная активность по отношению к конструкционным материалам, с которыми теплоноситель находится в контакте;
- Высокий коэффициент теплопередачи;
- Большая удельная теплоёмкость;
- Низкое рабочее давление при высоких температурах.

В реакторах на тепловых нейтронах в качестве теплоносителя используют воду (обычную и тяжёлую), водяной пар, органические жидкости, двуокись углерода; в реакторах на быстрых нейтронах — жидкие металлы (преимущественно натрий), а также газы (например, водяной пар, гелий). Часто теплоносителем служит жидкость, являющаяся одновременно и замедлителем.

## Особенности применения

### Лёгкая вода
Один из самых распространённых теплоносителей — вода. Природная вода содержит небольшое количество тяжёлой воды (0,017%), различных примесей и растворённых газов. Присутствие примесей и газов делает воду химически активной с металлами. Поэтому воду, прежде чем использовать её как теплоноситель, очищают от примесей методом дистилляции и деаэрируют, то есть удаляют из воды газы.
В первом контуре циркулирует радиоактивная вода. Основной источник радиоактивности воды — это примеси, появление которых в воде связано с коррозией узлов первого контура и технологическими загрязнениями делящимися веществами внешней поверхности ТВЭЛов. Концентрацию радиоактивных примесей в воде снижают фильтрованием. Под действием нейтронов на ядрах кислорода идут реакции 18O(n, γ)19O; 16O(n, p)16N, в которых образуются радиоактивные ядра 19O (T½=29,4 с) и 16N (T½=4 с). Однако активность 19O и 16N мала по сравнению с активностью примесей.
Недостатками воды как теплоносителя являются низкая температура кипения (100 °C при давлении 1 атм) и поглощение тепловых нейтронов. Первый недостаток устраняется повышением давления в первом контуре. Поглощение тепловых нейтронов водой компенсируют применением ядерного топлива на основе обогащённого урана.
См. также:
- Легководный реактор
- Водо-водяной реактор
- Графито-водный реактор
- ВВЭР

### Тяжёлая вода
Тяжёлая вода по своим химическим и теплофизическим свойствам мало отличается от обычной воды. Она практически не поглощает нейтронов, что даёт возможность использовать в качестве ядерного топлива природный уран в реакторах с тяжеловодным замедлителем. Однако тяжёлая вода пока мало применяется в реакторостроении ввиду её высокой стоимости.
См. также:
- Тяжеловодный ядерный реактор
- CANDU

### Жидкие металлы
Из жидкометаллических теплоносителей наиболее освоен натрий. Он химически активен с большинством металлов при сравнительно низкой температуре, эта активность натрия обусловливается примесью оксидов натрия. Поэтому натрий тщательно очищают от оксидов, после чего он не реагирует со многими металлами (Mo, Zr, нержавеющая сталь и др.) до 600—900 °C.
См. также:
- Реактор с жидкометаллическим теплоносителем
- Реактор на быстрых нейтронах

### Органические жидкости
Из числа опробованных органических жидкостей наиболее стабильными в условиях повышенных температур и радиоактивного облучения оказались некоторые из полифенилов, в том числе дифенил и трифенил. Однако, несмотря на преимущества, такие теплоносители оказались слишком нестойкими к нейтронному облучению, поэтому промышленно такие реакторы не применялись.
См. также:
- Реактор с органическим теплоносителем

### Газ
Основной газовый теплоноситель — углекислый газ. Он недорог, характеризуется повышенными по сравнению с другими газами плотностью и объёмной теплоёмкостью. Коррозионное воздействие углекислого газа на металлы зависит от содержания кислорода. Он присутствует в углекислом газе как примесь и, кроме того, образуется при высоких температурах в процессе диссоциации молекул CO2 на окись углерода CO и кислород O2.
См. также:
- Графито-газовый реактор
- ГТ-МГР